# Les Villedieu
Les Villedieu est une commune française située dans le département du Doubs, la région culturelle et historique de Franche-Comté et la région administrative Bourgogne-Franche-Comté. Le territoire de la commune est en contact avec la Suisse dans sa partie sud.

## Géographie
La commune des Villedieu se trouve dans le haut Doubs, à 920 m d'altitude à environ 22 km au sud-ouest de la ville de Pontarlier (à vol d'oiseau). Le village est situé en bordure sud du Doubs. Son territoire couvre une superficie de 15,08 km2 et se compose de deux parties :
- à l'ouest, Villedieu-les-Mouthe, village-rue avec une morphologie linéaire conforme à l'axe de la rue centrale.
- à l'est, Villedieu-les-Rochejean, à la structure plus lâche et davantage aérée[1].

### Toponymie
La Ville Deu en 1352 ; La Ville Dieu en 1406, 1630. La Villedieu, 1790 des Ville Dieu, devient officiellement le 22 février 1923 Les Villedieu.
Villedieu-les-Rochejean faisait partie initialement de la commune de Rochejean.

### Climat
Pour des articles plus généraux, voir Climat de la Bourgogne-Franche-Comté et Climat du Doubs.
En 2010, le climat de la commune est de type climat de montagne, selon une étude du Centre national de la recherche scientifique s'appuyant sur une série de données couvrant la période 1971-2000. En 2020, Météo-France publie une typologie des climats de la France métropolitaine dans laquelle la commune est exposée à un climat de montagne ou de marges de montagne et est dans la région climatique  Jura, caractérisée par une forte pluviométrie en toutes saisons (1 000 à 1 500 mm/an), des hivers rigoureux et un ensoleillement médiocre. 
Pour la période 1971-2000, la température annuelle moyenne est de 6,6 °C, avec une amplitude thermique annuelle de 16,2 °C. Le cumul annuel moyen de précipitations est de 1 786 mm, avec 13,2 jours de précipitations en janvier et 11,1 jours en juillet. Pour la période 1991-2020, la température moyenne annuelle observée sur la station météorologique de Météo-France la plus proche, « Mouthe », sur la commune de Mouthe à 4 km à vol d'oiseau, est de 6,9 °C et le cumul annuel moyen de précipitations est de 1 677,4 mm. 
La température maximale relevée sur cette station est de 36 °C, atteinte le 1er juillet 1952 ; la température minimale est de −36,7 °C, atteinte le 13 janvier 1968,,. 
Les paramètres climatiques de la commune ont été estimés pour le milieu du siècle (2041-2070) selon différents scénarios d'émission de gaz à effet de serre à partir des nouvelles projections climatiques de référence DRIAS-2020. Ils sont consultables sur un site dédié publié par Météo-France en novembre 2022.

## Urbanisme

### Typologie
Au 1er janvier 2024, Les Villedieu est catégorisée commune rurale à habitat dispersé, selon la nouvelle grille communale de densité à 7 niveaux définie par l'Insee en 2022.
Elle est située hors unité urbaine et hors attraction des villes,.

### Occupation des sols
L'occupation des sols de la commune, telle qu'elle ressort de la base de données européenne d’occupation biophysique des sols Corine Land Cover (CLC), est marquée par l'importance des forêts et milieux semi-naturels (69,8 % en 2018), une proportion sensiblement équivalente à celle de 1990 (69,6 %). La répartition détaillée en 2018 est la suivante : forêts (51,3 %), zones agricoles hétérogènes (21,3 %), milieux à végétation arbustive et/ou herbacée (18,5 %), prairies (8,2 %), zones humides intérieures (0,7 %). L'évolution de l’occupation des sols de la commune et de ses infrastructures peut être observée sur les différentes représentations cartographiques du territoire : la carte de Cassini (XVIIIe siècle), la carte d'état-major (1820-1866) et les cartes ou photos aériennes de l'IGN pour la période actuelle (1950 à aujourd'hui).

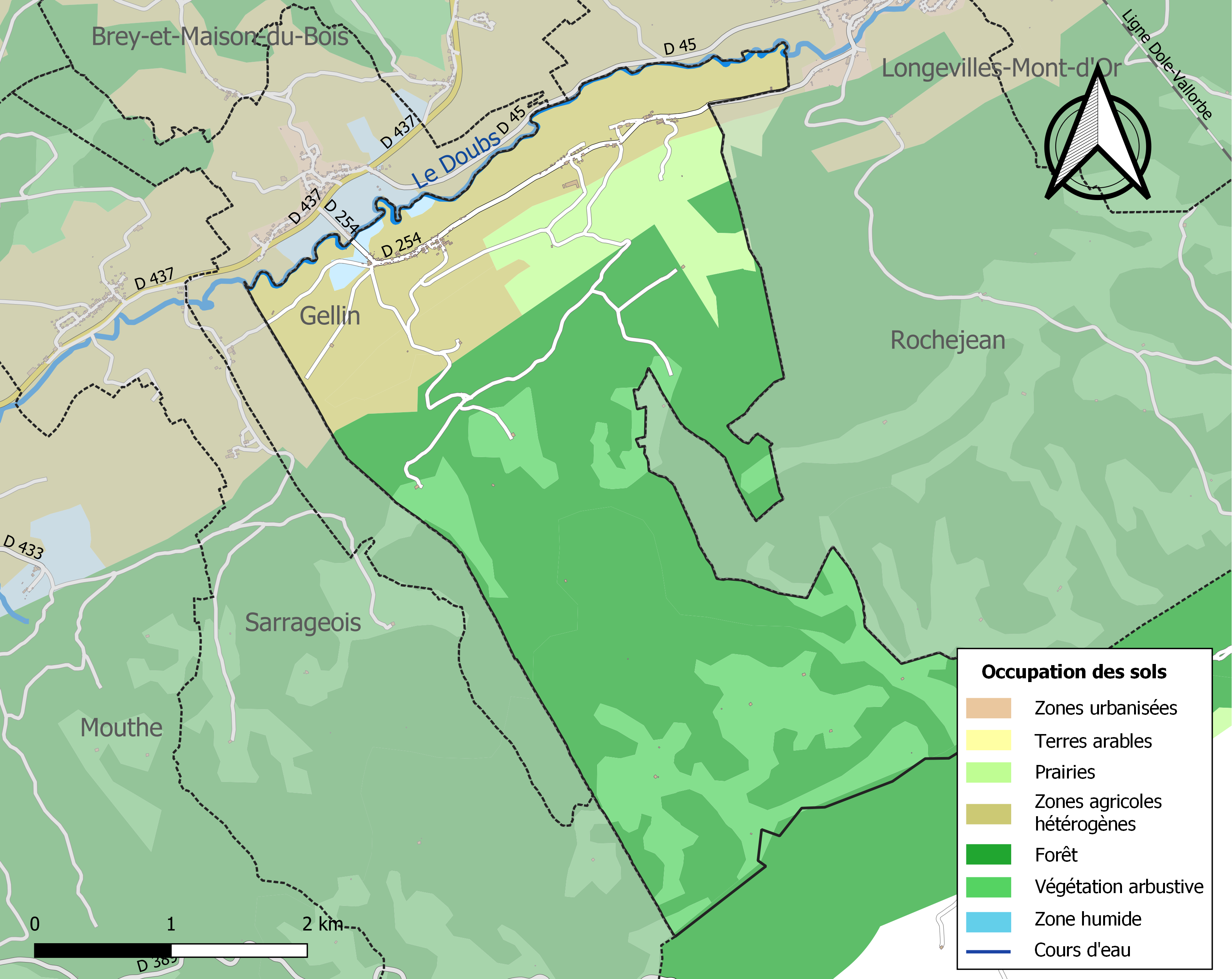
Carte des infrastructures et de l'occupation des sols de la commune en 2018 (CLC).

## Histoire
Un monastère aurait été érigé à Villedieu vers 1630, et fut transformé en ferme au XVIIIe siècle.
L'église du village date de 1833.
Durant la Révolution française, le prêtre Guidevaux, chapelain de l'église de Villedieu-les-Mouthe, prêta serment à la République devant le secrétariat de la commune.

## Politique et administration
| Période                                  | Période  | Identité             | Étiquette    | Qualité |
| ---------------------------------------- | -------- | -------------------- | ------------ | --- |
| 1930                                     | 1945     | Joseph Taillard      | ?            | Brigadier des douanes |
| 1945                                     | 1965     | Robert Saillard      | MRP          | ? |
| 1965                                     | 1968     | Jean-François Pernot | ?            | Inspecteur général de l'administration de l'éducation nationale |
| 1968                                     | 1972     | André Royet          | ?            | Résistant, agent technique retraité des eaux et forêts |
| 1972                                     | 1995     | Bernard Saillard     | ?            | Exploitant agricole |
| 1995                                     | En cours | Jean-Marie Saillard  | DVD puis UDI | Artisan Conseiller général du Doubs, élu dans le canton de Mouthe (2004-2015) Président de la CC des Hauts du Doubs (jusqu'en 2017) Président de la CC des Lacs et Montagnes du Haut-Doubs (depuis 2017) |
| Les données manquantes sont à compléter. |          |                      |              | |

## Démographie
L'évolution du nombre d'habitants est connue à travers les recensements de la population effectués dans la commune depuis 1793. Pour les communes de moins de 10 000 habitants, une enquête de recensement portant sur toute la population est réalisée tous les cinq ans, les populations de référence des années intermédiaires étant quant à elles estimées par interpolation ou extrapolation. Pour la commune, le premier recensement exhaustif entrant dans le cadre du nouveau dispositif a été réalisé en 2007.

En 2022, la commune comptait 222 habitants, en évolution de +7,77 % par rapport à 2016 (Doubs : +1,88 %, France hors Mayotte : +2,11 %).
| 1793 | 1800 | 1806 | 1821 | 1831 | 1836 | 1841 | 1846 | 1851 |
| ---- | ---- | ---- | ---- | ---- | ---- | ---- | ---- | ---- |
| 281  | 202  | 303  | 295  | 285  | 313  | 308  | 303  | 364  |

| 1856 | 1861 | 1866 | 1872 | 1876 | 1881 | 1886 | 1891 | 1896 |
| ---- | ---- | ---- | ---- | ---- | ---- | ---- | ---- | ---- |
| 329  | 310  | 265  | 249  | 264  | 276  | 240  | 240  | 208  |

| 1901 | 1906 | 1911 | 1921 | 1926 | 1931 | 1936 | 1946 | 1954 |
| ---- | ---- | ---- | ---- | ---- | ---- | ---- | ---- | ---- |
| 235  | 196  | 186  | 178  | 139  | 146  | 160  | 152  | 178  |

| 1962 | 1968 | 1975 | 1982 | 1990 | 1999 | 2006 | 2007 | 2012 |
| ---- | ---- | ---- | ---- | ---- | ---- | ---- | ---- | ---- |
| 149  | 136  | 113  | 109  | 118  | 131  | 151  | 154  | 198  |

| 2017 | 2022 | - | - | - | - | - | - | - |
| ---- | ---- | - | - | - | - | - | - | - |
| 207  | 222  | - | - | - | - | - | - | - |

## Lieux et monuments
- L'église paroissiale Saint-Joseph avec son clocher comtois a été érigée en 1833. Des œuvres et le mobilier situés dans l'église sont classés monuments historiques[22], parmi lesquels le crucifix du XVIIe siècle, la porte du tabernacle, divers objets du culte, ainsi qu'une cloche du XIXe siècle et une du XXe siècle.
- La vallée du Doubs et le pont.
- Les fontaines.
- Les chemins de randonnée : le GR5, la GTJ et la Meuthiarde sont accessibles en VTT ou à pied depuis le bas de Villedieu-les-Mouthe (gîte étape du Muguet), ainsi que le circuit des chalets (longueur : 10,600 km)[14].

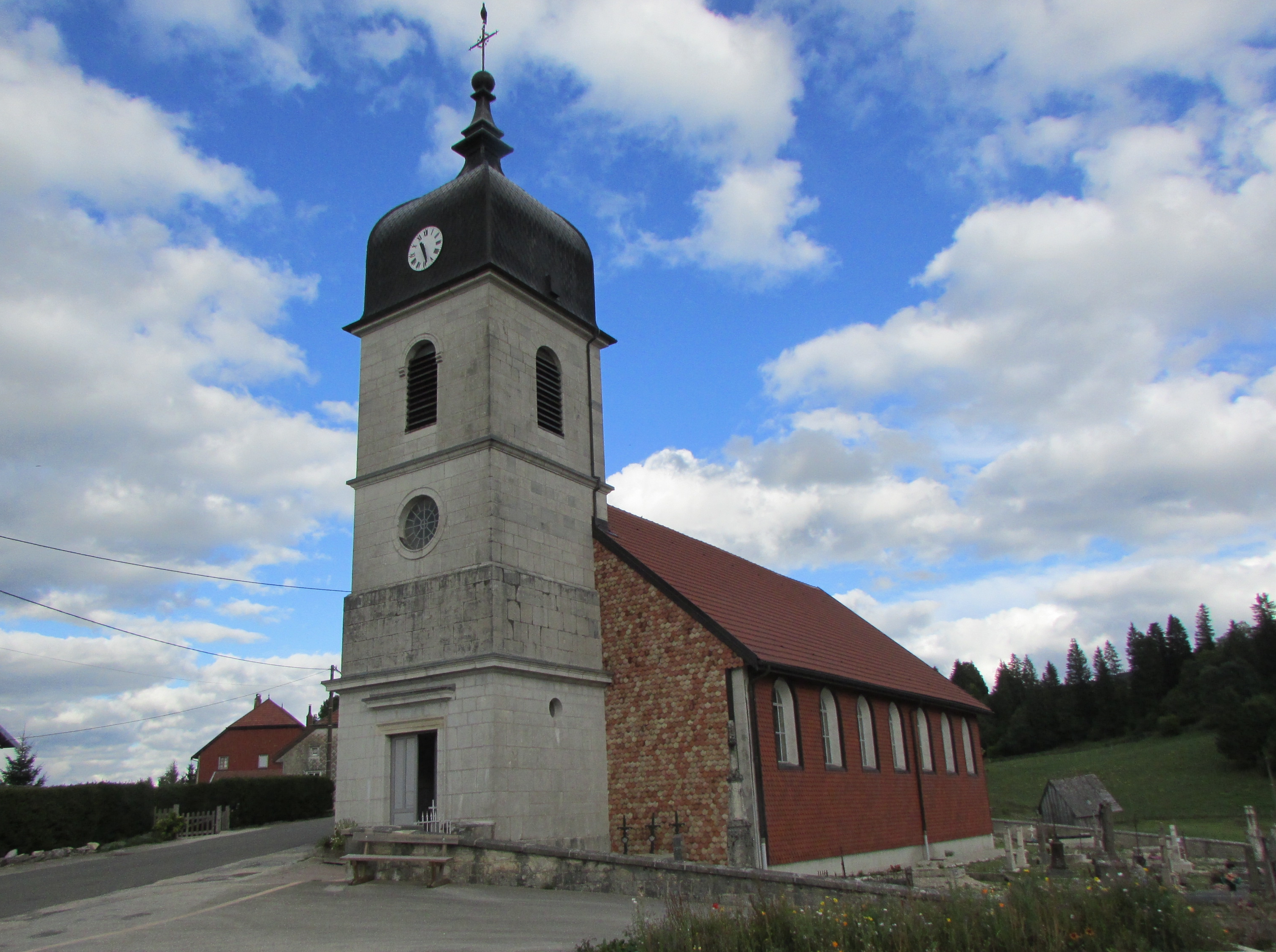
Église Saint-Joseph.
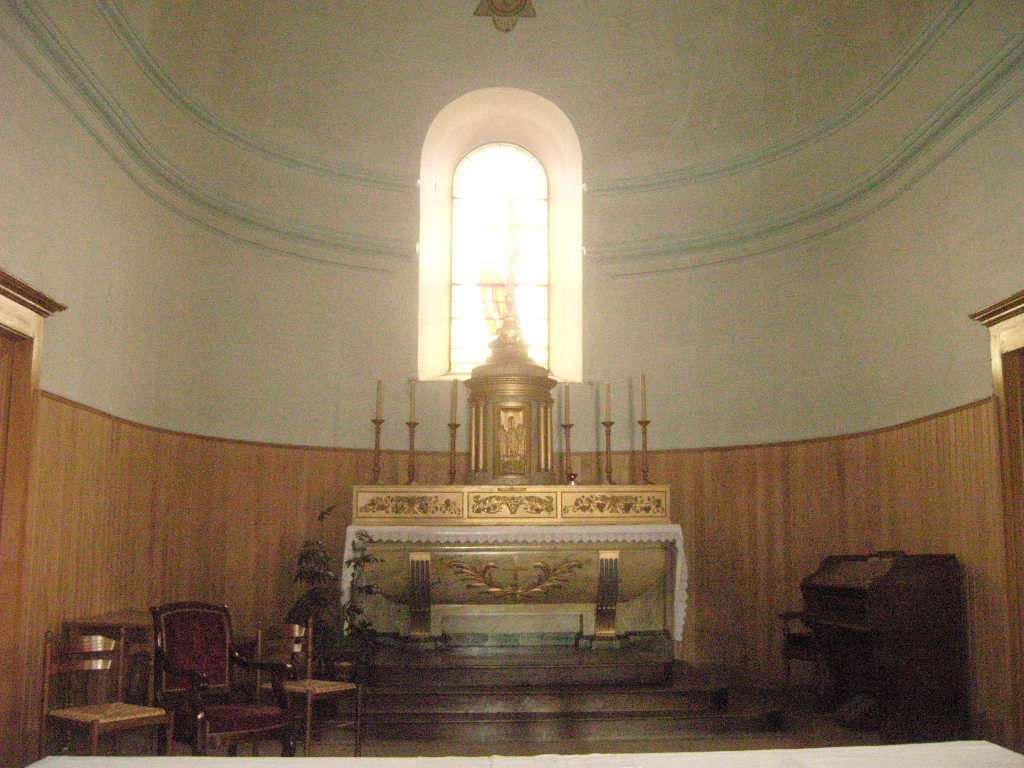
Église paroissiale Saint-Joseph (intérieur).
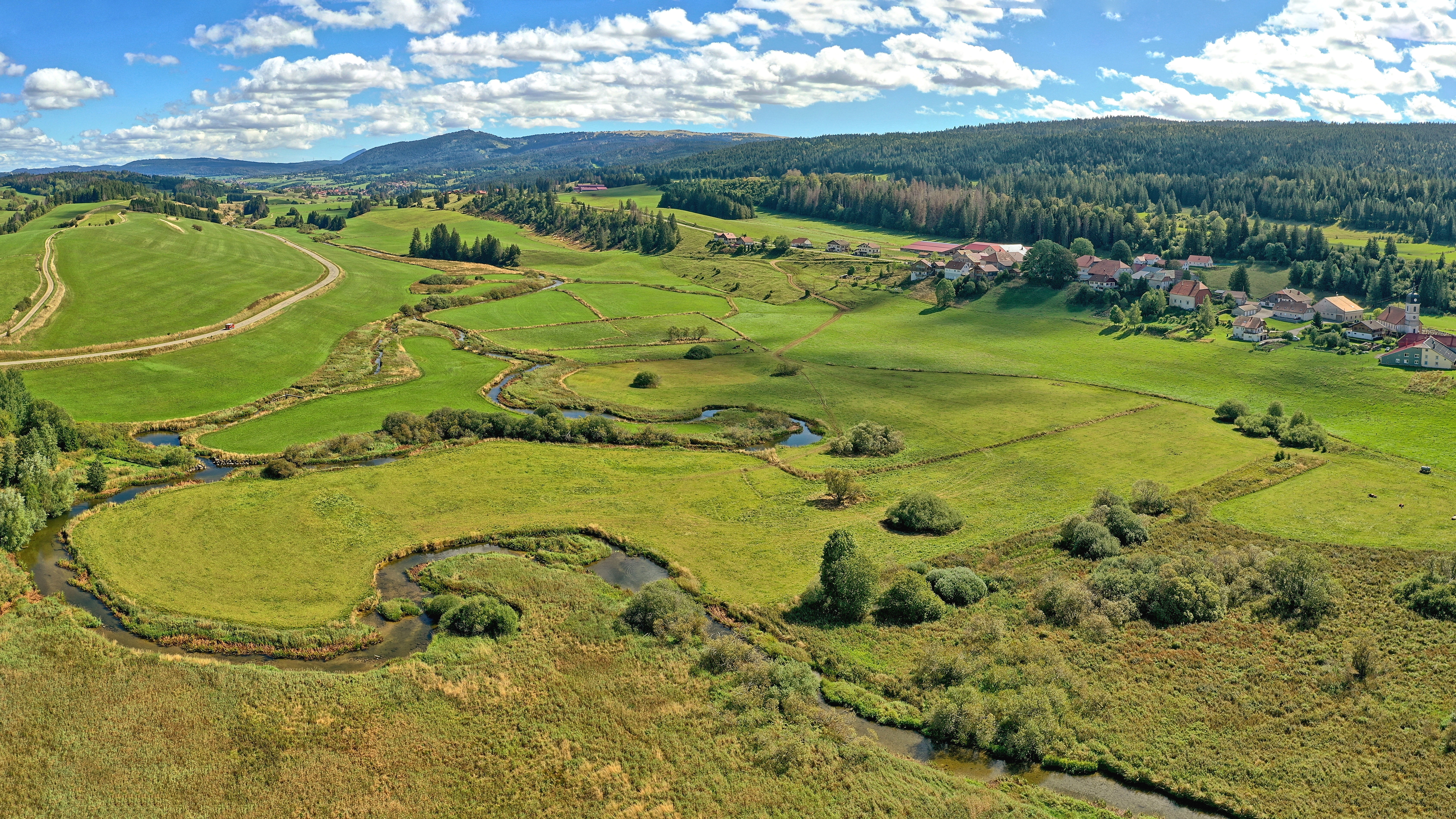
Les méandres du Doubs.
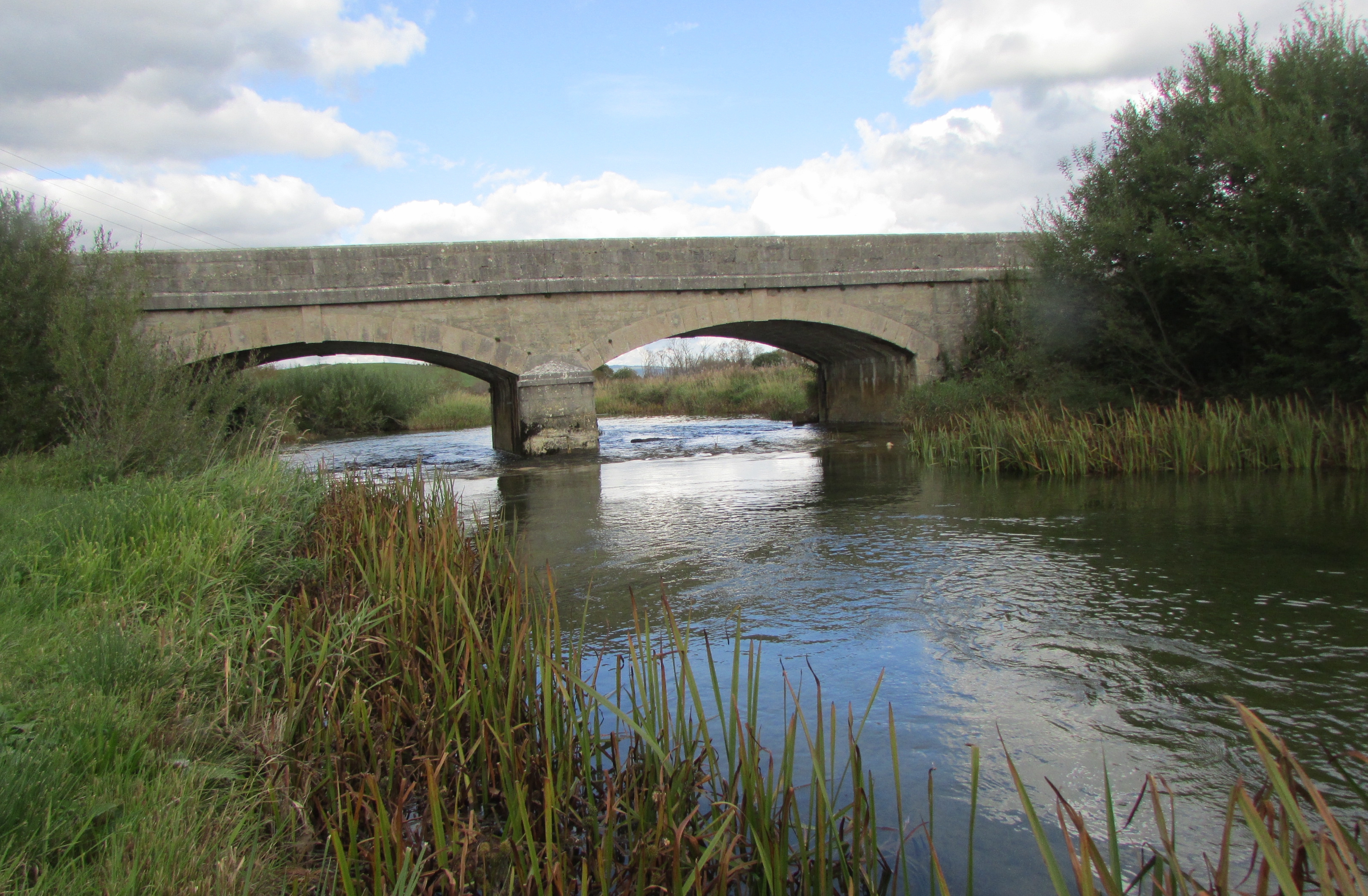
Le pont sur le Doubs.

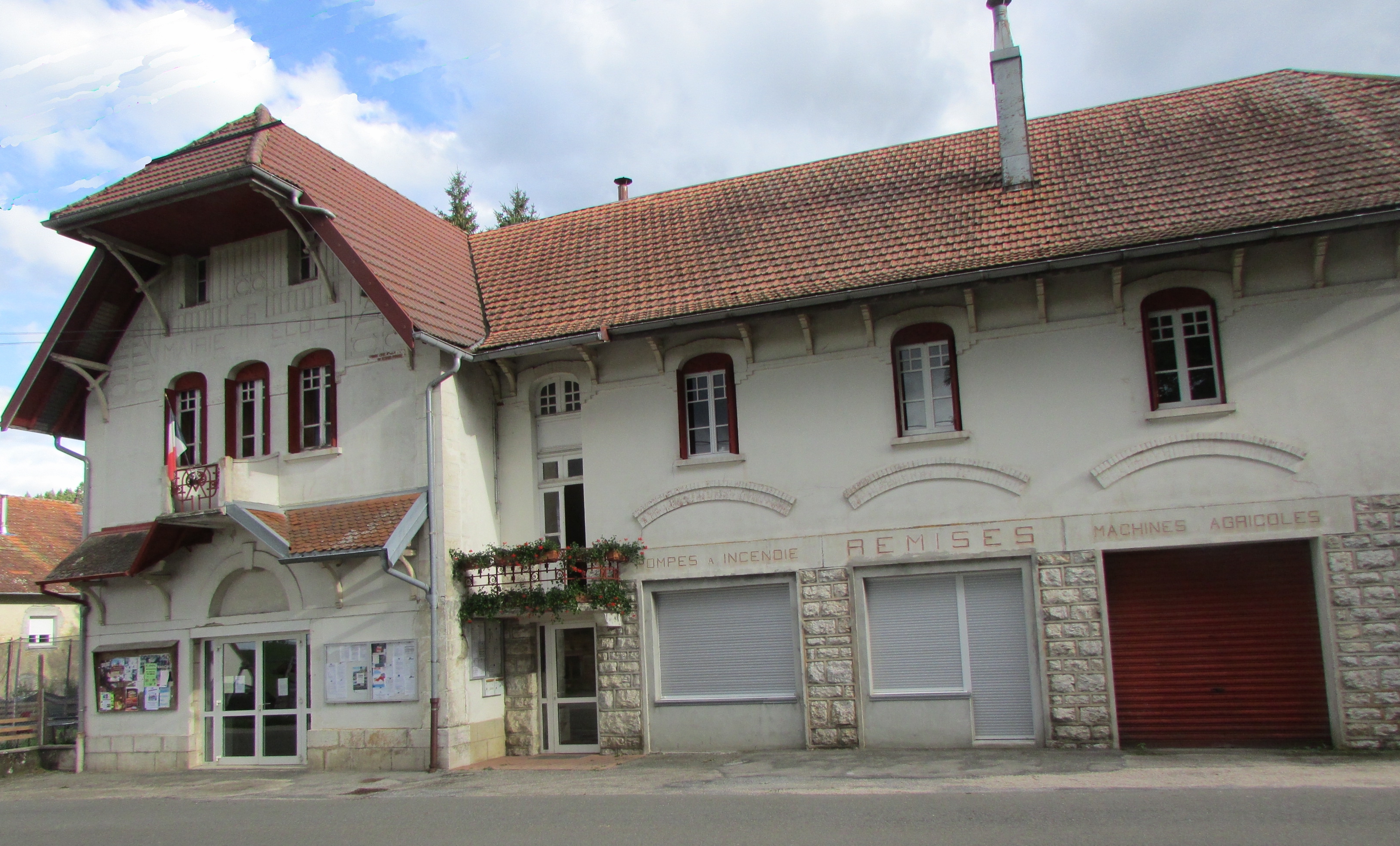
La mairie.
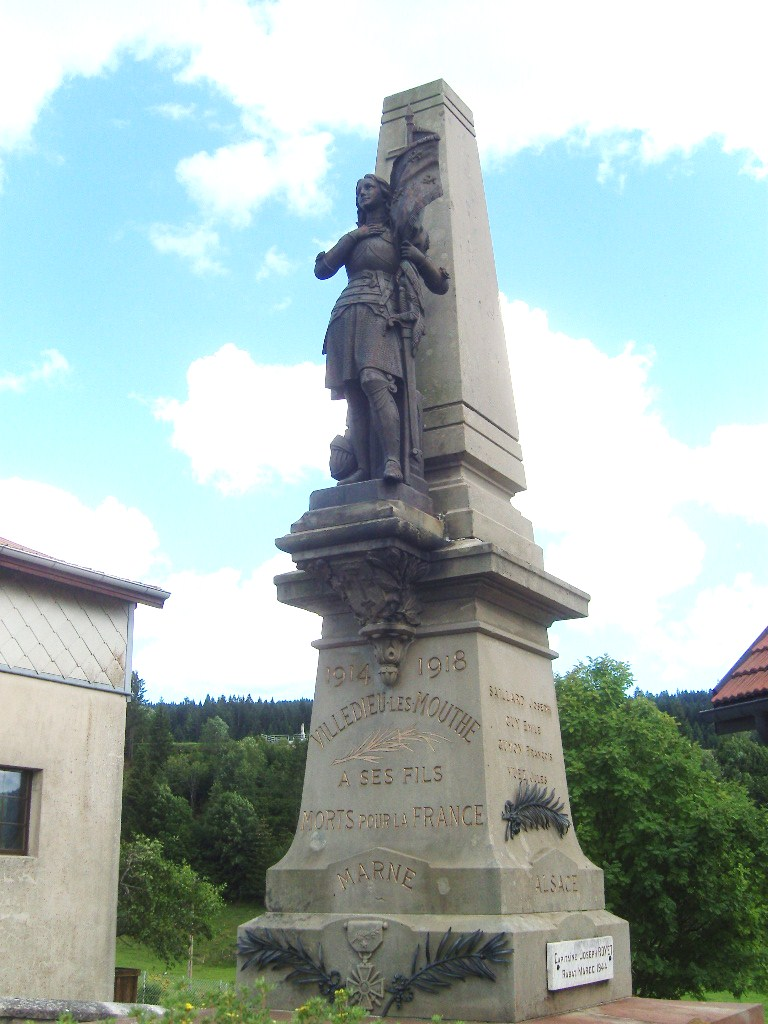
Monument aux morts.
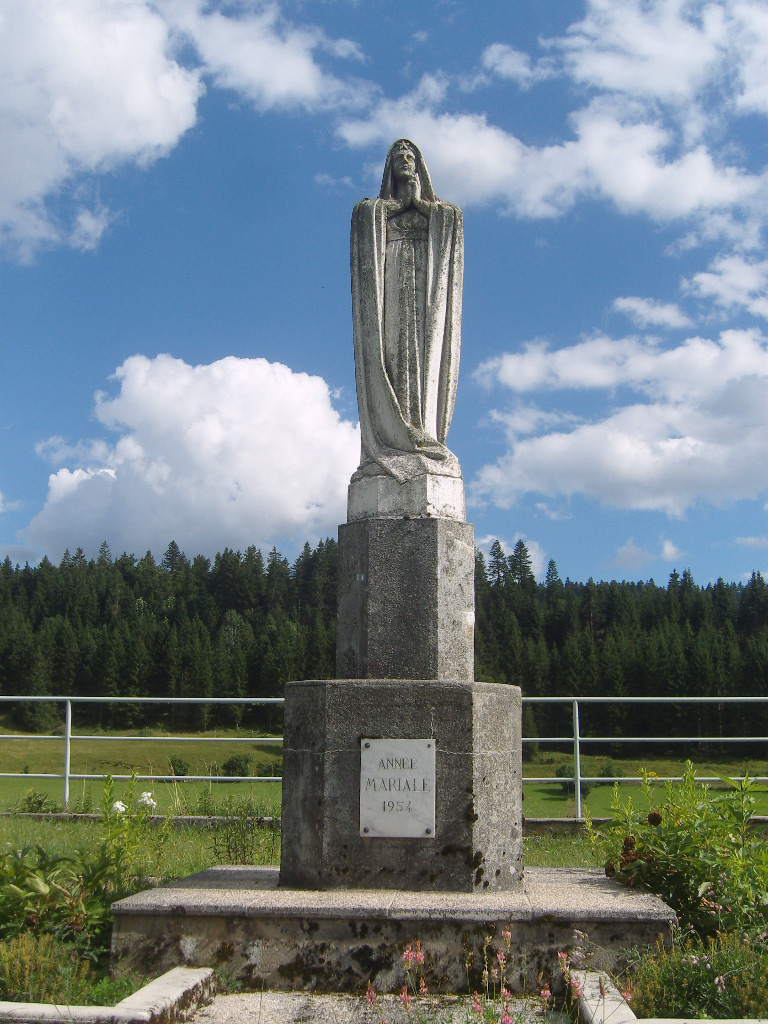
Statue de la Vierge Marie sur les hauteurs de Villedieu les Mouthe.
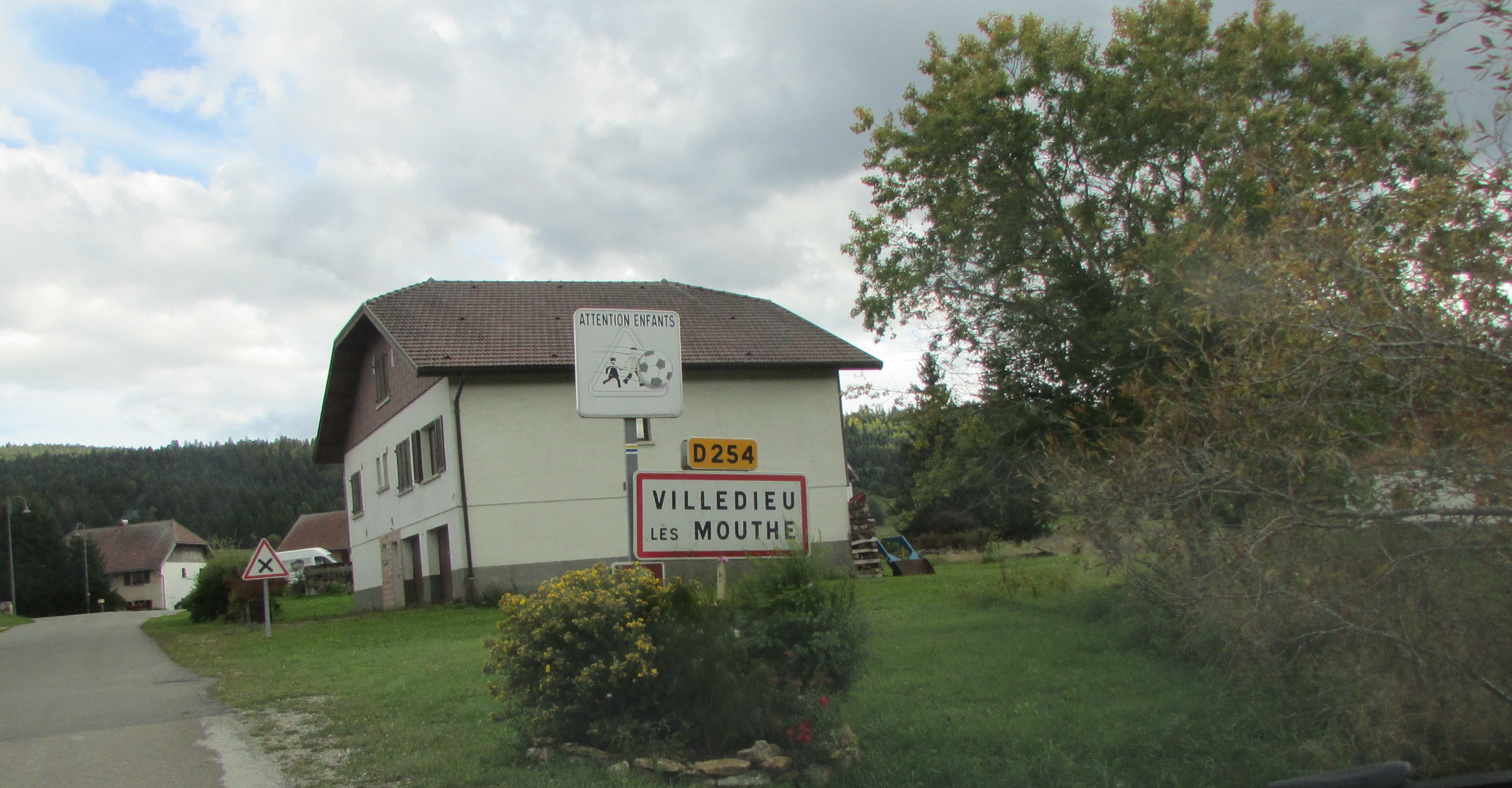
L'entrée du village.